# Astruc Rimoc
Astruc Rimoc, més tard Francesc de Sant Jordi, poeta i metge jueu dels segles xiv i xv nascut a Fraga. Va visitar Benveniste ibn Labi de Saragossa i altres prominents jueus. Va mantenir la seva religió durant el pogrom de 1391, però el 1414 va renunciar a la seva religió i es va convertir al cristianisme, prenent el nom de Francesc de Sant Jordi. A partir d'aquest moment es va dedicar a intentar convertir a jueus, per al que va enviar una polèmica epístola circular convidant a altres jueus a seguir el seu exemple. Entre les persones a què intentar convertir es trobava el seu amic En-Shealtiel Bonfós, probablement fill d'Isaac Bonfós ben Shealtiel de Falces.